# Charles Méray
Hugues Charles Robert Méray (Chalon-sur-Saône, 12 novembre 1835 – Digione, 2 febbraio 1911) è stato un matematico francese.
Professore di matematica, insegnò presso l'università di Digione e benché tutt'oggi non particolarmente conosciuto, pubblicò nel 1869 sulla Revue des Sociétés Savantes una teoria aritmetica inerente all'insieme dei numeri irrazionali (reali) all'interno di una memoria dal titolo Remarques sur la nature des quantités définies par la condition de servir de limites à des variables données. Nel 1872 ripropose la sua teoria nel trattato Nouveau précis d'analyse infinitésimale (Paris, F. Savy libraire–éditeur). Il suo contributo si allargò a studi inerenti al prolungamento di variabili complesse. 
Morì a Digione il 2 febbraio del 1911.